# Parallelia bistriaris
Parallelia bistriaris är en fjärilsart som beskrevs av Jacob Hübner 1827. Parallelia bistriaris ingår i släktet Parallelia och familjen nattflyn. Inga underarter finns listade i Catalogue of Life.